# Seleção Iraniana de Voleibol Masculino Sub-19
A Seleção Iraniana de Voleibol Masculino Sub-19, também conhecida como Irã Sub-19, é a seleção iraniana de voleibol formada por jogadores com idade inferior a 19 anos. A equipe é mantida pela Federação de Voleibol da República Islâmica do Irã (IRIVF) e encontra-se na 2ª posição do ranking mundial da FIVB segundo dados de 4 de setembro de 2024.

## Resultados

### Jogos Olímpicos da Juventude
| Jogos Olímpicos de Verão da Juventude | Jogos Olímpicos de Verão da Juventude | Jogos Olímpicos de Verão da Juventude |
| Ano                                   | Sede                                  | Classificação                         |
| ------------------------------------- | ------------------------------------- | ------------------------------------- |
| 2010                                  | Singapura                             | 5º                                    |

### Campeonato Mundial
| Campeonato Mundial Sub-19 | Campeonato Mundial Sub-19 | Campeonato Mundial Sub-19 |
| Ano                       | Sede                      | Classificação             |
| ------------------------- | ------------------------- | ------------------------- |
| 1989                      | Dubai                     | 4º                        |
| 1997                      | Teerã                     | 9º                        |
| 2001                      | Cairo                     | 2º                        |
| 2003                      | Suphanburi                | 3º                        |
| 2005                      | Argel–Orã                 | 5º                        |
| 2007                      | Tijuana–Mexicali          | 1º                        |
| 2009                      | Bassano–Jesolo            | 2º                        |
| 2011                      | Almirante–Bahía Blanca    | 10º                       |
| 2013                      | Tijuana–Mexicali          | 4º                        |
| 2015                      | Corrientes–Resistência    | 3º                        |
| 2017                      | Rifa–Issa                 | 1º                        |
| 2019                      | Tunes                     | 5º                        |
| 2021                      | Teerã                     | 3º                        |
| 2023                      | San Juan                  | 2º                        |
| 2025                      | Tasquente                 | 4º                        |

### Campeonato Asiático Sub-18
| Campeonato Asiático Sub-18 | Campeonato Asiático Sub-18 | Campeonato Asiático Sub-18 |
| Ano                        | Sede                       | Classificação              |
| -------------------------- | -------------------------- | -------------------------- |
| 2001                       | Isfahan                    | 1º                         |
| 2003                       | Visagapatão                | 2º                         |
| 2005                       | Teerã                      | 1º                         |
| 2007                       | Kuala Lumpur               | 1º                         |
| 2008                       | Colombo                    | 1º                         |
| 2010                       | Teerã                      | 1º                         |
| 2012                       | Teerã                      | 1º                         |
| 2014                       | Colombo                    | 1º                         |
| 2017                       | Nepiedó                    | 4º                         |
| 2018                       | Tabriz                     | 3º                         |
| 2020                       | Xiraz                      | Cancelado                  |
| 2022                       | Teerã                      | 2º                         |
| 2024                       | Manama                     | 2º                         |